# Lissoclinum weigelei
Lissoclinum weigelei är en sjöpungsart som beskrevs av Francoise Lafargue 1968 . Lissoclinum weigelei ingår i släktet Lissoclinum och familjen Didemnidae. Inga underarter finns listade i Catalogue of Life.